# Zeller Keramik
Die Zeller Keramik Manufaktur GmbH & Co. KG ist eine Keramikfabrik in Zell am Harmersbach, die auf handbemalte Ware spezialisiert ist. Ihr ist ein Museum angegliedert.

## Fayence-Fabrik
Die Zeller Fayence-Fabrik wurde 1794 von Josef Anton Burger in Zell am Harmersbach gegründet. Die Stadt Zell erlaubte ihm in einem Vertrag den Betrieb einer entsprechenden Fabrik. Zell ist eine ehemalige Freie Reichsstadt, zwischen Freiburg und Karlsruhe gelegen. Bereits in den ersten Jahren hatte die Firma über 1000 verschiedene Service hergestellt. Für den Brennofen, der heute noch in Zell steht, wurde fast der gesamte Gemeindewald rund um Zell abgeholzt. Im Jahre 1842 wurde schließlich mit der Produktion von Porzellan begonnen und 1896 eine Steindruckerei für die maschinelle Dekoraufbringung angegliedert. Zwei Jahre später entwickelte der Obermaler Karl Schöner anlässlich der Geburt seiner Tochter das „Hahn-und-Henne“-Motiv, mit dem die Zeller Keramik weit über Deutschland hinaus bekannt wurde. Die Porzellanerde wurde aus dem französischen Limoges mit Pferdefuhrwerken nach Zell gebracht. 1907 kaufte Georg Schmider die Porzellanfabrik von dem bisherigen Inhaber Carl Schaaff und vereinigte sie mit seiner seit 1859 produzierenden Tonwarenfabrik zu den Georg Schmider, Vereinigte Zeller Keramische Fabriken. Die Produktion von Porzellan wurde 1942 wegen Brennstoffmangels eingestellt und nicht wieder aufgenommen. Die Keramikherstellung dagegen wurde ausgebaut.

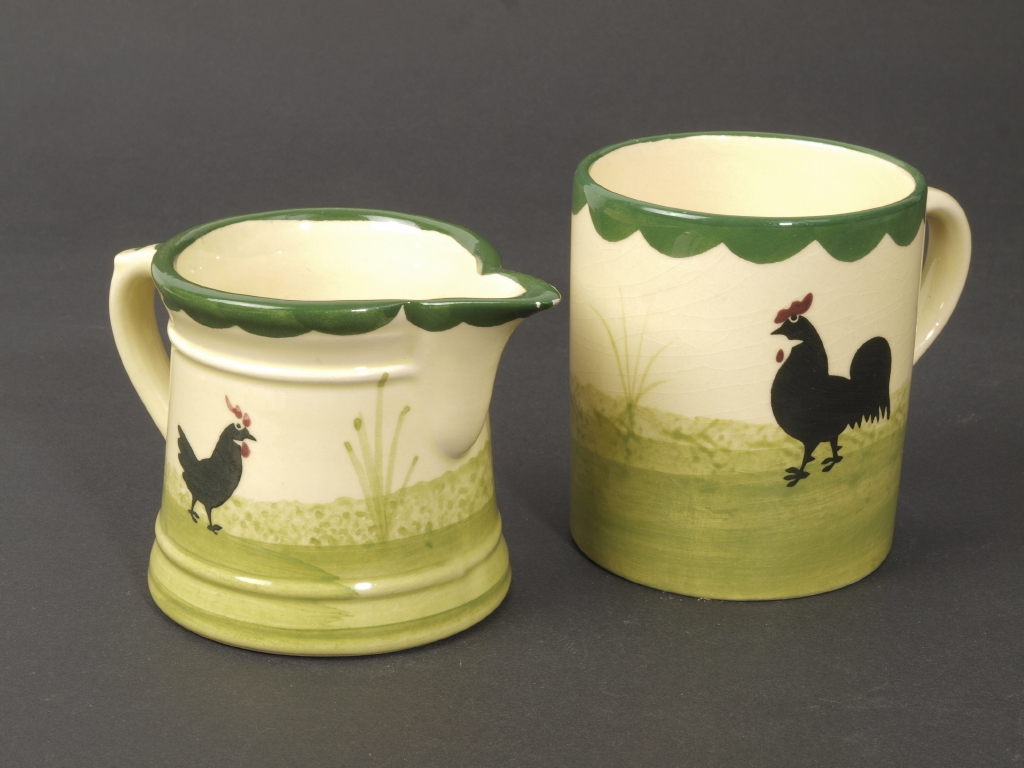

Nachdem 1987 Insolvenzantrag gestellt worden war, übernahm 1989 die Geschwister Hillebrand GmbH (Töchter des aus Kerpen stammenden Herbert Hillebrand; von 2005 bis 2008 war diese GmbH auch Eigentümerin der Sächsische Porzellan-Manufaktur Dresden) den Betrieb und gründete die Zeller-Keramik GmbH. 2007 ging das Unternehmen erneut in die Insolvenz, konnte aber nach Übernahme durch die Haller & Söhne Uhren GmbH aus Freiburg im Breisgau (Ralf Müller) saniert werden. Seit 1. Februar 2008 wurde die Manufaktur durch den geschäftsführenden Gesellschafter Müller, der in Personalunion Geschäftsführer der Dorotheenhütte in Wolfach ist, als Zeller Keramik Manufaktur GmbH & Co. KG weitergeführt. Im September 2023 beantragte die Zeller Manufaktur erneut ein Insolvenzverfahren.

## Herstellung der Hahn-und-Henne-Becher
Mit Gipsformen werden die Rohlinge aus Ton hergestellt. Der Rohstoff für die Rohlinge wird aus Höhr-Grenzhausen im Westerwald bezogen. Die Rohlinge werden gebrannt und ergeben das Steingut. Das Dekor wird auf den Rohling von Hand gemalt. Bei einem Becher mit dem Hahn-und-Henne-Motiv sind dies fünf Schritte: Wiese am unteren Rand des Bechers mit Farbschwamm, fünf Grashalme auf die Wiese, Hahn und Henne mit Pinsel und Schablonen, roter Kamm mit Pinsel, oberer Wellenrand mit Hilfe der Drehscheibe. Die Becher werden per Zange in eine Glasur getaucht und kommen durchgehend gelb wieder heraus. Die Becher erhalten einen zweiten Brand bei 1135 Celsius, und die Glasur wird wieder durchsichtig.

## U-Bahn-KunstprojektGenesis – Sieben Tage des Herrn
13 großformatige Keramikreliefs für das Kunstprojekt Genesis – Sieben Tage des Herrn von Markus Lüpertz für die Karlsruher U-Bahn, die zunächst mit der Karlsruher Keramikmanufaktur Majolika entstehen sollten, sind nun in der Zeller Keramik Manufaktur entstanden.

## Keramikmuseum
In dem benachbarten 2007 gegründeten Keramikmuseum werden auf 160 m² Fläche seltene Stücke, von der Jugendstilzeit, bis zur heutigen Produktion gezeigt. Die Dekore „Favorite“ der Konstanzer Künstlerin Elisabeth Schmidt-Pecht (1857–1940) sind ebenso zu sehen, wie die Dekore „Hahn & Henne“ und „Alt Straßburg“, die sämtlich ununterbrochen seit über 100 Jahren produziert werden. Das „Hahn & Henne“-Motiv wird auch heute noch Stück für Stück in Zell handbemalt. Ausgestellt werden auch Dokumente aus der Geschichte der Fayence-Fabrik, wie die originalen Handschriften des Gesellschaftervertrages von Georg Schmider von 1888. In einem Teil des Museums erklären Keramformer die handwerklichen Produktionsschritte der Fertigung und die Funktion der ausgestellten Formen. Weiteres Porzellan aus der Fayence-Fabrik ist ausgestellt im Storchenturm-Museum in Zell.